# Stay (песен на Nick Jonas & the Administration)
„Stay“ е вторият сингъл на групата Nick Jonas & The Administration. Тя не е включена в дебютния им албум, Who I Am.

## История
„Stay“ е песен, която Ник написва в почивния си ден във Вашингтон. „Дойде ми след някои неща, които ми се случиха и които ме вдъхновиха да я напиша. В момента се чувствам добре и успях да изкарам песента, което винаги е хубаво“ казва той.
На 6 януари Ник пише (чрез Туитър):
| „ | Изпълнихме една нова песен, която написах снощи, на днешния концерт, казва се "Stay". Разказва се за това, как се влюбваш в някого. Част от текста е: "Now that the pain is done, no need to be afraid, we don’t have time to waste, just tell me that you’ll stay.". Друга част е: "'Beautiful, one of a kind. You’re something special babe, and you don’t even realize that your my hearts desire." Последна част от текста за днес: "It's hard to believe where we are now, your hand in mine feels right somehow". | “ |

През 2010 е номинирана в категория „Любовна песен“ на наградите Teen Choice Awards.

## Издаване
На 2 май 2010 групата издава "Stay" като дигитален сингъл и дигитално EP. Ник съобщава, че песента няма да е включена в албума им, защото я е написал твърде късно. Изданието съдържа само Live версията на сингъла. На 28 януари, в Уилтърн Тиътър, Лос Анджелис, е записана и друга версия.

## Видео клип
В основата на видеото е изпълнението на песента в Уилтърн Тиътър, Лос Анджелис по време на турнето Who I Am. Видеото е включено в EP-то на песента, което е издадено на 2 март 2010 г. чрез iTunes.

## Изпълнения на живо
Ник изпълнява песента за пръв път на 6 януари по време на турнето Who I Am с групата си. На 29 август същата година той пее песента във Вирдижния Бийч, на концерт, част от Jonas Brothers Live in Concert World Tour 2010. През 2011 г. песента има няколко изпълнения, първото от които е на 23 февруари по време на акустично представление с китариста на Джонас Брадърс Джон Тейлър. На 1 юли Ник пее "Stay" в Сенчъри Сити, а 16 юли – на феста Отава Блус. Nick Jonas & The Administration често изпълнява песента по време на турнето си в Южна Америка.

## Състав
- Ник Джонас — вокали, водеща китара, композитор
- Томи Барбарела — клавирни
- Майкъл Бланд — барабани, вибрафон, вокали
- Съни Томпсън — вокали, китара
- Джон Фийлдс — бас, китара, перкусии, продуцент, вибрафон
- Дейв Макнеър — мастъринг
- Джон Линд — изпълнители и репертоар
- Дейвид Сноу — творчески директор
- Ени Джуу — директор изкуства
- Олаф Хейн — фотография
- Пол Дейвид Хейгър — миксинг
- Филип Макинтайър — мениджмънт
- Джони Райт — мениджмънт
- Кевин Джонас Старши — мениджмънт

## История на издаванията
| Регион   | Дата           | Формат                              | Лейбъл            |
| -------- | -------------- | ----------------------------------- | ----------------- |
| Белгия   | 1 март 2010 г. | Digital download — дигитален сингъл | Hollywood Records |
| Германия | 1 март 2010 г. | Digital Download — дигитален сингъл | Hollywood Records |
| Германия | 1 март 2010 г. | Digital download — дигитално видео  | Hollywood Records |
| САЩ      | 2 март 2010 г. | Digital download — дигитално EP     | Hollywood Records |
| САЩ      | 2 март 2010 г. | Digital download — дигитален сингъл | Hollywood Records |